# Dżabir Ibn Aflach
Dżabir Ibn Aflach (arab. أبو محمد جابر بن أفلح, w średniowiecznej Europie znany jako Geber; ur. ? w Sewilli; zm. ok. 1145 w Hiszpanii) – arabski astronom i matematyk działający w Sewilli. Przypisuje mu się autorstwo poprawek Almagestu, odkrycie nowych rozwiązań trygonometrii sferycznej oraz utworzenie dziewięcioksiągu wykładów astronomii sferycznej przełożonych na łacinę i wydanych w Norymberdze w 1534 roku pt. De astronomia libri IX.